# Galicznik
Galicznik (mac. Бабино; ang. Babino) – wieś w Macedonii Północnej położona w gminie Mawrowo-Rostusza. Według danych na rok 2002 wieś zamieszkiwały zaledwie 3 osoby.

## Klimat
Średnia temperatura wynosi 7 °C. Najcieplejszym miesiącem jest lipiec (19 °C), a najzimniejszym jest styczeń (–6 °C). Średnie opady wynoszą 1160 milimetrów rocznie. Najbardziej wilgotnym miesiącem jest listopad (133 milimetry opadów), a najbardziej suchym jest sierpień (34 milimetry opadów).